# Emili Juncadella i Vidal

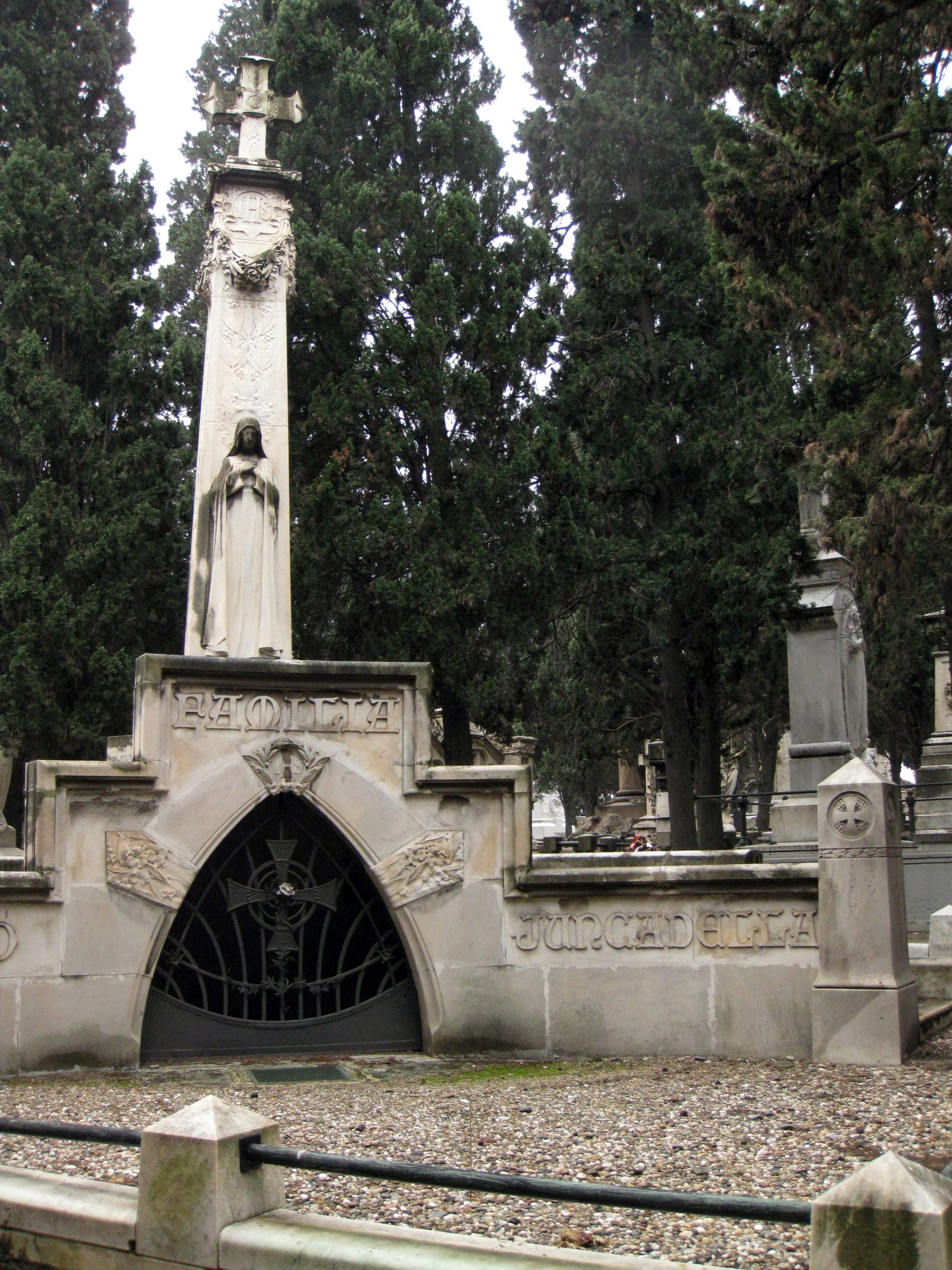
Panteó d'Emili Juncadella al Cementiri de Montjuïc

Emili Juncadella i Vidal   (Barcelona, 10 de febrer de 1884 - Barcelona, 29 de juliol de 1936) fou un hisendat català.

## Biografia
Fill d'Emili Juncadella i Oliva i de Concepció Vidal-Ribas i Torrents, va néixer en una família de l'alta burgesia catalana dedicada a la fabricació tèxtil i les finances. Gràcies a la bona situació econòmica familiar, Emili Juncadella es va dedicar a la muntanya, la cacera, els viatges i la vida social i religiosa. Era afeccionat a la fotografia i col·leccionista d'armes.
Durant la Dictadura de Primo de Rivera, va començar a participar en política com a diputat provincial i regidor, sense abandonar els seus principals interessos: els viatges i l'excursionisme. Va realitzar freqüents viatges per Àfrica i Àsia. Participant en safaris, va fer nombroses fotografies amb la seva càmera estereoscòpica, retratant l'exotisme que veia als països colonitzats. Va presidir el cercle de Renovación Española de Sants. El 29 de juliol del 1936 va ser afusellat pels revolucionaris en circumstàncies no aclarides quan fugia de la revolta de Barcelona. Per exprés desig seu, el castell de Montesquiu, residència estiuenca de la família, va ser donat el 1976 a la Diputació de Barcelona.